# Nesthäkchen (Fernsehreihe)
Nesthäkchen ist eine deutsche Kinder- und Familienserie, die als fünfte Weihnachtsserie des ZDF 1983 ausgestrahlt wurde. Als Vorlage dienten die ersten drei Nesthäkchenbände der Schriftstellerin Else Ury. Titelfigur Annemarie, die als jüngstes Kind der Arztfamilie Braun „Nesthäkchen“ genannt wird, wächst mit ihren Brüdern Hans und Klaus in Berlin zur Kaiserzeit kurz vor dem Ersten Weltkrieg auf.

## Handlung
Die Fernsehreihe spielt im Berlin des beginnenden 20. Jahrhunderts, Dr. Ernst Braun ist geachteter Arzt der Bürgerschicht. Er und seine Frau Elsbeth führen eine preußische Ehe und erziehen ihre Kinder nach den Tugenden der Kaiserzeit. Annemarie ist von den drei Kindern (zwei Söhne) das Jüngste und ist zudem Liebling des als sehr fürsorglich beschriebenen Vaters. Die Familie wohnt in einem großen Haus in Charlottenburg. Das Barockschloss bildet das Titelmotiv des Vorspanns. Ferner gibt es die Oma, das Kindermädchen Lena und weiteres Personal.
Annemarie hat eine glückliche Kindheit mit allen Vorzügen der gehobenen Bürgerschicht. Sie besitzt viele Puppen, und ihr Vater lässt manches durchgehen. Beispielsweise nutzt sie sehr oft ungescholten das Schimpfwort „Donnerknispel“. Als sie eines Tages das neue Barometer des Vaters von der Wand wirft, lässt der Vater zwar alle Verdächtigen antreten, statt einer Strafe erklärt er aber Annemarie die Funktionsweise des Instrumentes. Thematisiert wird auch ein Ferienaufenthalt bei ihrem Onkel Heinrich und Tante Käthe auf einem Bauernhof in Bayern. Anschließend ist ihr und ihrem Bruder zwar der ländliche Einfluss anzumerken, jedoch schlägt die Erziehung der strengeren Mutter Annemaries wieder an, und das gute Benehmen ist bald wiederhergestellt. Eine Freundin findet Annemarie nur in ihrem Kindermädchen Lena, das sogar in ihrem Zimmer schläft. Nachdem Annemarie nach dem Bayernaufenthalt verbotenerweise mit anderen Kindern auf die Straße läuft und sogar in einem einfachen Berliner Hinterhof in Gefahr gerät, empfiehlt Lena, Annemarie in einen Kindergarten zu geben. Dort ist sie schließlich das begabteste der Kinder, die alle aus gehobenem Hause stammen. Auch in der Schule ist sie die beste Schülerin, was den Vater besonders freut. Der Zeugnisvergabe folgt eine Vorstellung beim Vater, der sie dann besonders lobt.
In ihrer Schulzeit bekommt Annemarie Scharlach und reist für eine Kur nach Amrum in ein Kinderheim. Dort erlebt sie einige Abenteuer zwischen dem gefährlichen Watt und der gutherzigen Leiterin Frau Clarsen, einer Kapitänswitwe. Doch während ihres Aufenthalts bricht der Erste Weltkrieg aus, und sie kann mit Mühe und Not nach Berlin zurückkehren. Dort ist die Wiedersehensfreude groß. Tragisch wirkt der Ausbruch des Weltkrieges auf die Familie ein: Der ältere Bruder will sich freiwillig zur Marine melden, während der Vater bereits den feldgrauen Rock unter dem Doktorkittel trägt.

## Entstehung & Veröffentlichung
Nesthäkchen wurde aufwendig produziert mit vielen Außenaufnahmen und Statisten, die alle der Zeit angepasst werden mussten. Die Serie war das Regiedebüt von Gero Erhardt, dem Sohn Heinz Erhardts. Ebenso wie Annemarie in den ersten drei Episoden von einer jüngeren Schauspielerin verkörpert wird, so wechseln die Darsteller der Brüder Klaus und Hans sowie der Schulfreundin Margot.
Die sechs Folgen erreichten im Vorabendprogramm des ZDF Weihnachten 1983 bis zu zwölf Millionen Zuschauer. Die Serie ist auf VHS und DVD erschienen. Im Januar und im Mai 2005 erschien jeweils eine DVD-Box mit je 3 Teilen der Serie. Im Oktober 2009 gab es eine Neuauflage der DVDs als Komplett-Box mit allen 6 Teilen.